# Irish Organic Farmers and Growers Association
La Asociación Irlandesa de Agricultores y Cultivadores Ecológicos (Irish Organic Farmers and Growers Association (IOFGA)), certifica alimentación y productos ecológicos en la isla de Irlanda. Se trata de una organización de voluntarios, así como una compañía limitada por garantía con una membresía abierta a todos.
La IOFGA mantiene un conjunto de estándares de producción y procesado ecológico de alimentos y opera según un esquema de inspección para miembros certificados.

## Publicación
Además, publica la revista bimensual Organic Matters (Lo ecológico importa) que focaliza sobre la información relacionada en alimentos y granjas ecológicas. Se publica desde 1991 y está disponible a nivel internacional por suscripción. En marzo de 2008 se publica su número 100.
Ha tenido una edición gratuita financiada por el Departamento de Agricultura, Pesca y Alimentación de Irlanda en el marco de la Semana Ecológica en Irlanda en 2006 y 2007.